# 아르메니아의 종교
아르메니아의 종교 (2011년 인구 조사)
2011년 기준으로, 아르메니아 내 대부분의 아르메니아인들은 기독교인 (97%)들이고 가장 오래된 기독교 종파 중 하나인 아르메니아 사도교회 신자들이다. 아르메니아 사도교회는 서기 1세기에 처음 세워져, 301년에 국교가 된 첫 기독교 종파이다.
퓨 연구센터의 2018년 12월 출판물에 따르면 아르메니아는 유럽 국가 34개국 중 두 번째로 종교적인 국가이며 응답자 중 80%가 신에 대한 확신을 갖고 믿는다고 답하였다.
21세기에 들어, 아제르바이잔 내 가장 큰 소수 기독교 교회는 개신교와 반삼위일체론 교회들로 개종한 자들이며, 모두 합하여 38,989명(1.3%)을 이룬다. 아르메니아의 민족적 동질성 때문에, 야지디교와 이슬람교 등 비기독교 종교들은 아주 적은 소수에 불과하다.

## 종교 인구

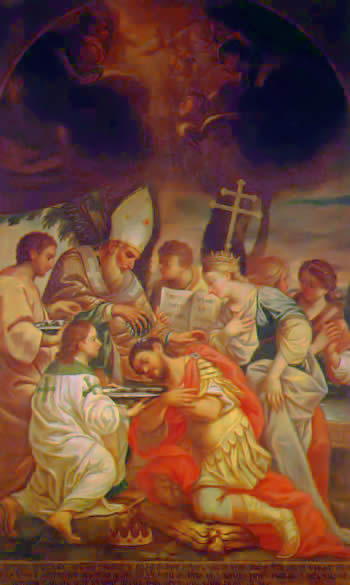
티리다테스 3세의 세례

아르메니아인의 대략 98.1%가 민족적으로도 아르메니아인들이다. 아르메니아인들은 아르메니아 사도교회와 매우 강력한 문화적 유대를 갖고 있다. . 아르메니아 시민권자의 약 97%가 다른 오리엔트 정교회들과 상호 인정 관계에 있는 동방 정교회 교파인 아르메니아 사도교회 신자들이다. 아르메니아 사도교회는 에치미아진 대성당을 그 중심지로 두고 있다. 아르메니아 사도교회의 수장은 가톨리코스 카레킨 2세이다.
2011년 인구 조사에 따르면, 아르메니아 사람들의 종교 정체성 구성은 다음과 같았다: 기독교인 2,862,366명 (99%) 중 아르메니아 정교회 2,797,187명 (97%), 복음주의 교회 29,280명, 가톨릭교회 (아르메니아 가톨릭교회와 라틴 교회) 13,996명, 여호와의 증인 8,695명, 동방 정교회 (러시아, 우크라이나, 조지아, 그리스 등) 7,587명, 몰로칸 (비정교회 러시아인) 2,874명, 아시리아 동방교회 (네스토리우스) 1,733명, 개신교 733명, 예수 그리스도 후기 성도 교회 241명 등으로 구성되고, 야지디교 23,374명 (0.8%), 아르메니아 전통 신앙 5,146명 (0.2%), 이슬람교 812명, 그 외 종교 5,299명 (0.2%), 미응답자 121,587명 (4.0%) 등이었다.
2020년경, 기독교인들은 인구의 94.72% (정교회 83.59%, 가톨릭 8.44%, 개신교 2.36%)를 이루고 있다.
야지디인들은 수도 예레반 북서쪽에 있는 아라가트산 주변 농촌 지역에 주로 집중되어 있다. 이들은 아라가초튼주에 마을 19곳, 아르마비르주 마을 두 곳, 아라라트주 마을 한 곳에 거주한다.
아르메니아 가톨릭교도들은 북쪽 지방인 시라크주에 마을 7곳, 로리주에 마을 6곳에 주로 거주한다.
몰로칸들은 로리주의 마을 10곳, 시라크주의 마을 두 곳, 게가르쿠니크주의 마을 두 곳에 거주한다.
대부분의 유대인, 모르몬교도, 바하이교도, 동방 정교도, 라틴 가톨릭교도 등은 수도 예레반에 거주한다. 예레반은 또한 쿠르드족, 이란인, 중동에서 온 임시 거주자들로 이뤄진 소규모 이슬람교 공동체 역시 존재한다. 외국의 선교 단체들이 이 나라에서 활동하고 있다.

유럽 내 종교 중요성 정도 (2008/2009년 갤럽 조사 결과)

## 종교의 자유
2005년에 수정된 아르메니아 헌법은 종교의 자유와 종교를 따르고, 택하고, 바꿀 권리를 명시하고 있다. 또한 '아르메니아인들의 영적인 삶, 민족문화의 발전, 민족정체성의 보존에 있어서 민족교회로서의 아르메니아 교회의 독점적 사명'을 인정하고 있다. 아르메니아 법률은 아르메니아 교회보다 다른 종교 집단들에 대한 종교의 자유를 어느 정도 제한을 두고 있다. 양심의 자유에 관한 법은 정교 분리를 확고히 하고 있으나 아르메니아 교회에 민족 교회라는 공식적 지위를 부여하고 있다.

## 전통 아르메니아 종교

### 아르메니아 사도교회

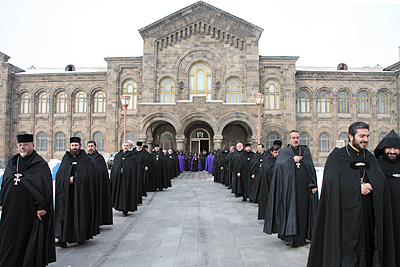
아르메니아 사도교회 성직자들의 행렬.

전승에 의하면, 기독교는 서기 1세기에 사도 바르톨로메오와 유다 타대오를 통해 이 지역에 처음 전래되었다고 한다. 아르메니아는 기독교를 국교로 받아들인 최초의 국가가 되었는데 이 시기는 전통적으로 계몽자 그레고리오가 아르메니아의 군주이던 티리다테스 3세를 기독교로 개종하도록 설득한 때인, 서기 301년으로 추정한다. 이 이전에 우세 종교는 조로아스터교의 신학적 영향력 하에 있던 아르메니아 전통 신앙이었다.
아르메니아 사도교회는 아르메니아인들의 국민교회이다. 오리엔트 정교회의 일부인 아르메니아 사도교회는 가장 오래된 기독교 종파 중 하나이다. 그리고 '아르메니아 민족 정체성의 보호자'로 많은 이들에게 여겨진다. "종교 기관으로서 그 역할을 넘어, 아르메니아 사도교회는 신의 특별한 선택을 받은 이들이라는 아르메니아 국민 정체성의 발전에 있어 기초적인 핵심으로 전통적으로 여겨진다."

### 아르메니아 신이교
아르메니아 신이교 혹은 헤타니즘 (Hetanism, Հեթանոսություն, Hetanosutyun)은 아르메니아 내 신이교 운동이다. 신자들은 스스로를 "헤탄" (Hetanos հեթանոս, 그리스어로 '비유대인'을 뜻하는 에트니코스 ἐθνικός 에서 차용한 옛 아르메니아의 교회 용어)이라 부른다. 이 운동은 20세기 초 정치 철학자이자 혁명가인 가레긴 느주데흐의 저서와 그의 신조 '체가크론 (민족 종교를 통한 회복) 등에서 그 기원을 찾아 올라간다. 1991년, 아르메니아학자 슬라크 카코스얀에 의해 '아리의 자손단'(Arordineri Ukht)이라는 이름으로 체제가 갖춰졌다. 아르메니아 신이교는 아르메니아 민족주의와 밀접한 관계를 띤다. 아르메니아의 민족주의 정당들 그 중에서도 특히 아르메니아 공화당과 아르메니아 아리아인 연맹 등에서 일부 지원을 얻고 있다.

## 그 외 기독교와 그 외 종교

### 기독교 종파

유럽의 기독교 수치 (2010년)

#### 가톨릭교회
아르메니아의 가톨릭교회는 라틴 교회 (캅카스 교황청 관리구 소속)와 아르메니아 가톨릭교회로 나뉜다. 2011년 인구 조사에서 가톨릭교도는 13,996명으로 잡혔다.

#### 개신교
소비에트 연방이 무너진 이래로, 아르메니아의 개신교 선교사들은 선교 활동을 이어가고 있다. 2011년 인구 조사에서 복음주의자 29,280명 (인구의 1%)과 개신교 주류파 773명이 있었다.

#### 동방 정교회
2011년 인구 조사에 따르면, 아르메니아 내 동방 정교회 신자 7,587명이 있으며 주로 러시아, 우크라이나, 조지아, 그리스 정교회이었다고 한다. 러시아 정교회 공동체는 1912년에 축성된 예레반의 하느님의 거룩한 성모 전구 교회 주변으로 집중되어 있다.

#### 몰로칸
2011년 인구 조사에 따르면, 아르메니아 내 몰로칸은 2,874명이라고 한다.

#### 네스토리우스 교회
2011년 인구 조사에 따르면, 아르메니아 내 네스토리우스교도는 1,733명이라고 한다.

#### 기독교 원시주의
여호와의 증인은 아르메니아 내 자신들 교인이 11,500명이라 추측하며, 2011년 인구 조사 당시에는 8,695명이었.
예수 그리스도 후기 성도 교회는 2011년 말 아르메니아에 신자 대략 3,000명이 있었다고 주장했으며 2011년 인구 조사 당시에 241명이 밝혀졌다.

### 야지디교

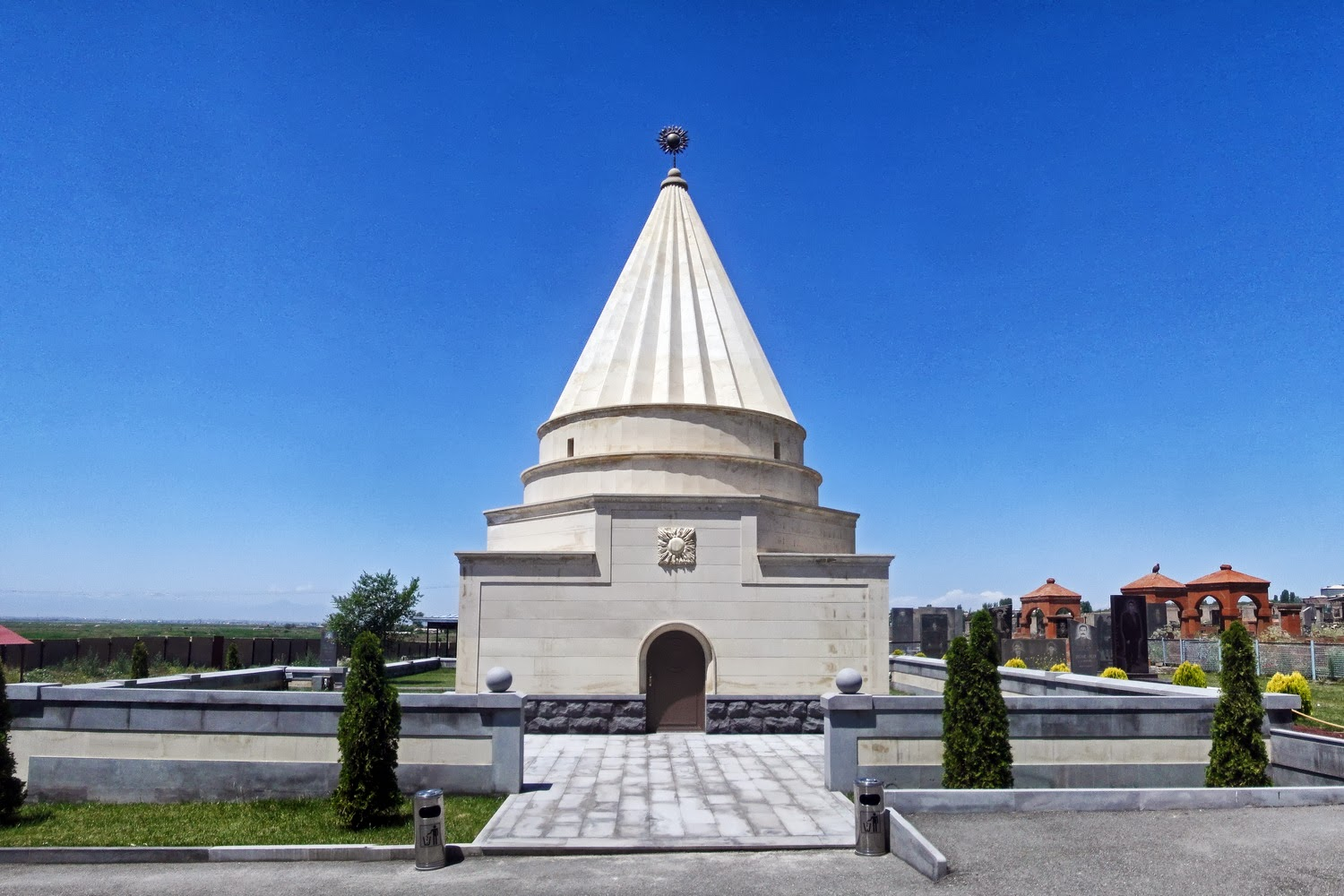
'아크날리츠'라는 마을에 있는 야지디 신전 지아라트

아르메니아 서부 지역에 거주하는 민족종교 집단인 야지디인들로 주로 이뤄진 아르메니아 인구의 대략 1% (2011년 인구 조사에 따르면 23,374명)가 야즈단 종교 중 하나인 야지디교를 따른다. 여러 야지디인들은 종교적 박해를 피해 19세기와 20세기 동안 아르메니아와 조지아로 왔다. 야지디인과 아르메니아인 사이의 유대는 강한 편이다. 세계에서 가장 큰 야지디교 신전이 아크날리츠라는 작은 마을에 세워졌다.

### 유대교
최근 아르메니아 내에는 한때 컸던 유대 공동체의 흔적이라고 할 수 있는 750명이 존재한다. 유대인 대부분은 소련 붕괴 후 더 나은 생활 환경을 찾아 이스라엘로 떠났다. 비록 소수이긴 하지만 높은 통혼 비율과 상대적 고립, 큰 신앙심 등이 지역사회의 요구를 충족시키는 데 도움을 주고 있다.

### 이슬람교

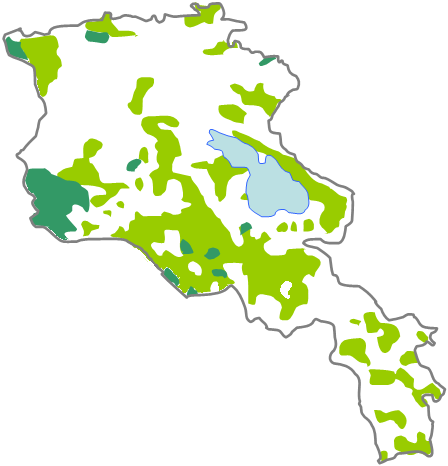
오늘날 아르메니아 국경 내 이슬람교도 분포 (1886년–1890년).
시아파
수니파

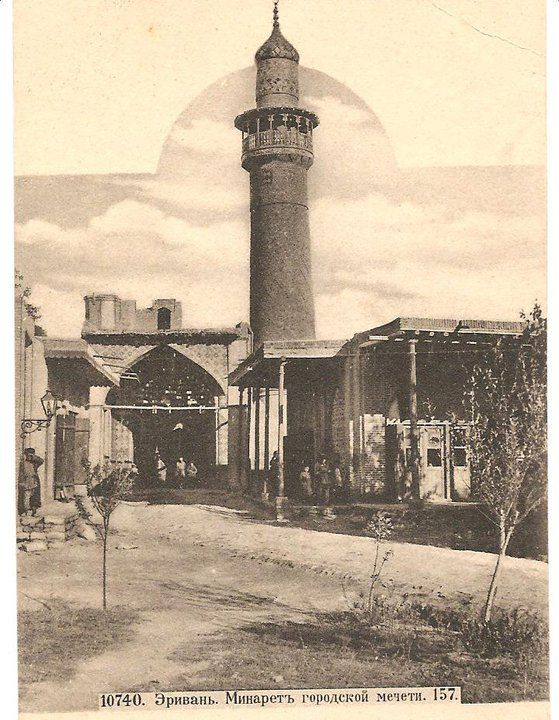
예레반의 도심 모스크 미나레트

아르메니아에 거주하는 아제르바이잔인 그리고 쿠르드인 등은 전통적으로 이슬람교를 따랐고, 한때 아르메니아 내 가장 큰 소수 집단이었던 아제르바이잔인의 대부분은 제1차 나고르노카라바흐 전쟁 당시에 이 나라를 떠났다. 2009년, 퓨 연구센터는 아르메니아 인구의 0.1%가 안 되는 대략 1,000명이 이슬람교도라고 추측했다.
18세기에 지어진 블루 모스크는 금요일 신자들을 위해 개방된다.
역사 기간 내내, 아르메니아인들은 긴 이슬람교의 지배가 있었음에도 많은 수가 이슬람교로 개종하지 않았다. 아랍의 정복 기간, 이슬람교가 아르메니아인들에 전파되었으나 아주 소수만이 개종을 했는데 기독교인들은 이슬람법에 따라 개종이 필수적인 것은 아니었기 때문이었다.
그렇지만 헴신인이라 알려진 아르메니아계 이슬람교도 소수가 존재하며 대부분 아르메니아 밖인 터키와 러시아에 많다.

### 바하이교
아르메니아의 바하이교는 바하이교가 보기에 전신 종교인 바브교의 창시자 바압의 추방과 사형과 어느 정도 연관되어 있는 것에서 시작한다. 바압의 처형이 벌어진 같은 해 아르메니아에 바하이교가 전래됐다. 소련의 종교 탄압 정책 시대 동안, 아르메니아의 바하이교는 다른 바하이교 신자들과 교류가 끊어지고 말았다. 하지만, 1963년 바하이 공동체들이 예레반과 아르테즈에서 확인되었다. 페레트로이카 이후, 아르메니아 내 첫 지역 단체 (Local Spiritual Assemblies)가 1991년에 형태를 갖췄고 아르메니아의 바하이 신자들은 1995년에 첫 아르메니아 대표 단체 (National Spiritual Assembly)를 선출해냈다. 2010년 기준, 아르메니아 내 바하이 신자들이 대략 1,200명이 있을 것으로 추정한다.

### 종파
1990년대 초 이래로, 외국인의 선교사, 소수 종파 단체들이 아르메니아에 들어왔다.

## 같이 보기
- 아르메니아의 바하이교
- 아르메니아의 가톨릭교회
- 유럽의 기독교
- 아르메니아의 종교의 자유
- 아르메니아의 힌두교
- 아르메니아의 유대인 역사
- 아르메니아의 이슬람교
- 유럽의 종교
- 아르메니아의 야지디인
- 아르메니아의 조로아스터교

## 추가 참조 서적
- Guroian, Vigen. "Armenia." In The Encyclopedia of Christianity, edited by Erwin Fahlbusch and Geoffrey William Bromiley, 125–126. Vol. 1. Grand Rapids: Wm. B. Eerdmans, 1999. ISBN 0802824137
- Stopka, Krzysztof (2016). 《Armenia Christiana: Armenian Religious Identity and the Churches of Constantinople and Rome (4th-15th century)》. Kraków: Jagiellonian University Press. ISBN 9788323395553.